# Valer Barna-Sabadus
Valer Barna-Sabadus (n. 15 ianuarie 1986, Arad) este un contratenor german născut în România.

## Roluri
- Rinaldo din opera Rinaldo de Georg Friedrich Händel[3]
- Endimione din opera Diana Amante de Giuseppe Antonio Bernabei[3]
- Puck din opera The Fairy Queen de Henry Purcell[3]
- Totes Gretchen din piesa Aventures Faust de Jan Müller-Wieland (premieră absolută)[3]
- Adrasto din opera Demofoonte de Niccolò Jommelli[3]
- Enea din opera Didone abbandonata de Niccolò Jommelli[3]
- Ruggiero din opera Orlando furioso de Antonio Vivaldi[3]
- Sesto din opera La clemenza di Tito de Wolfgang Amadeus Mozart[3]
- Iarba din opera Didone abbandonata de Johann Adolph Hasse[4]
- Orfeo din opera Orfeo ed Euridice de Christoph Willibald Gluck[4]
- Endimione din opera La Calisto de Francesco Cavalli[4]

## Discografie
- Serghei Rahmaninov, Symphonie Nr. 2, Vocalise, Gürzenich-Orchester, dirijor Dmitri Kitaenko, Oehms Classics, 2015
- Wolfgang Amadeus Mozart, Mozart Castrato Arias, recreation – Großes Orchester Graz, dirijor Michael Hofstetter, Oehms Classics, 2015.
- Christoph Willibald Gluck, Antonio Sacchini, Le belle immagini (arii compuse pentru Giuseppe Millico), Hofkapelle München, dirijor Allessandro De Marchi, Sony Classical, 2014.
- Francesco Cavalli, Elena, DVD, Cappella Mediteranea, dirijor Leonardo García Alarcón, Ricercar/Outhere Music, 2014.
- Christoph Willibald Gluck, La Clemenza di Tito, l'arte del mondo, dirijor Werner Erhardt, harmonia mundi, 2014.
- Leonardo Vinci, Artaserse, Concerto Köln, dirijor Diego Fasolis, DVD, Erato/Warner Classics, 2014.
- Johann Adolph Hasse, Didone abbandonata, Hofkapelle München, dirijor Michael Hofstetter, Naxos, 2013.
- Giovanni Battista Pergolesi, Stabat Mater -Laudate Pueri Valer Barna-Sabadus, Terry Wey, Neumeyer Consort, ansamblul Barock Vokal din Mainz, dirijor Michael Hofstetter, OEHMS Classics.
- Claudio Monteverdi, Ali Beg Ufqi, Giulio Caccini, Çelebi, Baroque Oriental, ansamblul Pera, Mehmet C. Yeșilçay.
- Johann Adolph Hasse, HASSE RELOADED, Hofkapelle München, dirijor Michael Hofstetter, OEHMS Classics.